# Pierre Korb
Pierre Korb (Mulhouse, 1908. április 20. – Mulhouse, 1980. február 22.) francia válogatott labdarúgó.
1933 és 1934 között 12 alkalommal szerepelt a francia válogatottban.

## Sikerei, díjai
- FC Sochaux-Montbéliard
  - Francia első osztály: 1937–38